# دریاچه کوبنسکویه
دریاچه کوبنسکویه (انگلیسی: Lake Kubenskoye) یک دریاچه در استان ولوگدای کشور روسیه است.